# Габријел Жезус
Габријел Фернандо де Жезус (порт. Gabriel Fernando de Jesus; 3. април 1997) бразилски је фудбалер који тренутно наступа за Арсенал и фудбалску репрезентацију Бразила на позицији нападача.

## Клупска каријера
Жезус је каријеру почео у Палмеирасу 2015. године. Прве сезоне добио је награду за најбољег новог фудбалера лиге, у сезони у којој је Палмеирас освојио Куп Бразила. Наредне сезоне освојио је са Палмеирасом титулу, прву после 22 године. Жезус је добио награду за најбољег фудбалера лиге. У јануару 2017 прешао је у Манчестер Сити за 32 милиона евра. У избору за награду златни дјечак, за најбољег младог фудбалера 2017. године, Жезус је ушао у ужи избор, али је по броју добијених гласова завршио трећи, иза Килијана Мбапеа и Усмана Дембелеа. Са Манчестер Ситијем освојио је по четири пута Премијер лигу и Лига куп, два пута Комјунити шилд и једном ФА куп, након чега је прешао у Арсенал у јуну 2022.

## Репрезентативна каријера
За репрезентацију Бразила до 20 година дебитовао је 2015 године. Играо је на Свјетском првенству 2015, које је Бразил завршио на другом мјесту, изгубивши у финалу од Србије. Са репрезентацијом Бразила до 23 године освојио је златну медаљу на Олимпијским играма 2016, гдје је постигао три гола. То је била прва златна медаља за Бразил у историји. За сениорску репрезентацију дебитовао је 2016. године, након чега је наступао на Свјетском првенству 2018. и освојио је Копа Америку 2019.

## Трофеји
Палмеирас
- Прва лига Бразила (1) : 2016.
- Куп Бразила: (1) : 2015.

Манчестер сити
- Премијер лига (4) : 2017/18, 2018/19, 2020/21, 2021/22.
- ФА куп (1) : 2018/19.
- Лига куп Енглеске (4) : 2017/18, 2018/19, 2019/20, 2020/21.
- ФА Комјунити шилд (2) : 2018, 2019.

Бразил
- Копа Америка (1) : 2019.